# Pylaisia leptoclada
Pylaisia leptoclada är en bladmossart som beskrevs av Ferdinand François Gabriel Renauld och Jules Cardot 1900. Pylaisia leptoclada ingår i släktet aspmossor, och familjen Hypnaceae. Inga underarter finns listade i Catalogue of Life.